# Moultrie (Georgia)
Moultrie ist eine Stadt im US-Bundesstaat Georgia und der County Seat des Colquitt County. Sie hat 14.211 Einwohner (Stand: 2019) und ist nach Albany und Thomasville die drittgrößte Stadt in Südwestgeorgia. Moultrie ist eine landwirtschaftlich geprägte Gemeinde in den südlichen Flüssen von Georgia. Sie ist bekannt für ihre Antiquitätengeschäfte und wurde als „The Antique Capital of South Georgia“ bezeichnet.

## Geschichte
Ursprünglich war sie als Ochlockoney bekannt, bis sie 1859 von der Georgia General Assembly gegründet wurde. 1879 wurde sie der County Seat des Colquitt County und zu einer Gemeinde. Die Stadt wurde nach William Moultrie benannt.

## Wirtschaft
Der Geflügelverarbeiter Sanderson Farms und der Rindfleischproduzent National Beef unterhalten große Standorte in Moultrie.

## Demografie
Nach der Schätzung von 2019 leben in Moultrie 14.211 Menschen. Die Bevölkerung teilte sich im selben Jahr auf in 43,2 % Weiße, 53,0 % Afroamerikaner, 0,2 % Asiaten, 0,1 % Ozeanier und 2,6 % mit zwei oder mehr Ethnizitäten. Hispanics oder Latinos aller Ethnien machten 2,9 % der Bevölkerung aus. Das mittlere Haushaltseinkommen lag bei 32.378 US-Dollar und die Armutsquote bei 25,0 %.

## Söhne und Töchter der Stadt
- James Melton (1904–1961), Sänger
- Bob Godwin (1911–1980), Boxer
- Teddy Brannon (1916–1989), Blues- und Jazzpianist
- Robert Charles Evans (* 1947), Geistlicher